# سجده سهو
سجده سهو ( نوعی سجده ) شامل دو سجده و یک تشهد و سلام است که به‌خاطر برخی اشتباهات در نماز، واجب می‌شود. این عمل باید بلافاصله بعد از سلام نماز به‌جا آورده شود. ذکر سجده سهو با ذکر سجده‌های نماز متفاوت است. حرف‌زدن غیرعمد در نماز، فراموش‌کردن یک سجده و گفتن غیرعمد «سلام نماز» هنگامی که نباید گفت، از موارد وجوب سجده سهو هستند.

## ذکر سجده سهو
در سجده سهو، باید یکی از این ذکرها خوانده شود:
- «بِسْمِ اللَّـهِ وَ بِاللَّـهِ، اَلسَّلامُ عَلَیکَ اَیهَا النَّبِی وَ رَحْمَةُ اللَّـهِ وَ بَرَکاتُهُ»
- «بِسْمِ اللَّـهِ وَ بِاللَّـهِ، اَللَّـهُمَّ صَلِّ عَلَی مُحَمَّدٍ و آلِ مُحَمَّدٍ»
- «بِسْمِ اللَّـهِ وَ بِاللَّـهِ وَ صَلَّی اللَّـهُ عَلَی مُحَمَّدٍ وَ آلِهِ»

## موارد وجوب
براساس فتوای مشهور فقها، سجده سهو در پنج مورد واجب می‌شود:
- حرف‌زدن غیرعمد در نماز
- فراموش‌کردن یک سجده
- شک بین رکعت چهارم و پنجم، در نماز چهار رکعتی
- گفتن غیرعمدی «سلام نماز» در جایی که نباید گفت.
- فراموش‌کردن تشهد
- به جای نشستن سهوا بایستد یا به جای ایستادن سهوا بنشیند.

## شیوه انجام
بلافاصله پس از پایان نماز و قبل از اینکه فرد سخن بگوید ، رو از قبله برگرداند یا از جای خود برخیزد ، در دل خود نیت سجده سهو کرده و بدون گفتن تکبیر یا اذکار دیگر فقط سر به سجده گذارد و یکی از ۳ ذکری که در بالا گفته شده بود را به دلخواه در سجده بگوید، سر از سجده بر دارد و یک سجده دیگر به همین شیوه انجام بدهد ، هنگامی که سر از سجده دوم برداشت باید تشهد را کامل قرائت کرده و فقط یک سلام دهد ، یعنی بعد از تشهد کافیست بگوید(السّلامُ عَلَیکُم و رحمةُاللهِ و بَرَکاته)

## احکام
- مانند دیگر سجده‌ها، باید همه اعضای هفت‌گانه (مواضع سجود) روی زمین قرار گیرد.[۶]
- نیازمندی طهارت و قبله، برای این سجده مورد اختلاف فقها است.[۷]
- این سجده، برای جبران فراموش کردن ارکان نماز نیست.[۸]
- وجوب این سجده فوری است؛ یعنی بلافاصله بعد از نماز باید انجام شود.[۹] و بعد از نماز نباید کاری که نماز را باطل می‌کند (مانند حرف زدن یا رو برگرداندن از قبله) انجام داد.
- برای انجام این سجده، نباید تکبیرة الاحرام گفت.